# Eusterinx festiva
Eusterinx festiva är en stekelart som beskrevs av Dasch 1992. Eusterinx festiva ingår i släktet Eusterinx och familjen brokparasitsteklar. Inga underarter finns listade i Catalogue of Life.